# Wimbledon - Toernooien per editie
Dit is een overzicht met alle toernooien per editie van het tennis grandslamtoernooi The Wimbledon Championships.

## Toernooien per editie
| Jaar              |                 | Hoofdtoernooien | Hoofdtoernooien | Hoofdtoernooien | Hoofdtoernooien | Hoofdtoernooien | Hoofdtoernooien | Hoofdtoernooien | Hoofdtoernooien | Hoofdtoernooien | Hoofdtoernooien | Hoofdtoernooien | Hoofdtoernooien | Hoofdtoernooien | Hoofdtoernooien | Hoofdtoernooien | Hoofdtoernooien | Hoofdtoernooien | Hoofdtoernooien | Hoofdtoernooien | Hoofdtoernooien | Hoofdtoernooien | Hoofdtoernooien | Hoofdtoernooien |              | Kwalificatie | Kwalificatie | Kwalificatie | Kwalificatie | Kwalificatie | Kwalificatie | Kwalificatie | Kwalificatie |
| Jaar              | Elite           | Elite           | Elite           | Elite           | Elite           |                 | Junioren        | Junioren        | Junioren        | Junioren        |                 | Rolstoel        | Rolstoel        | Rolstoel        | Rolstoel        | Rolstoel        | Rolstoel        |                 | Invitatie       | Invitatie       | Invitatie       | Invitatie       | Invitatie       | Elite           | Elite        | Elite        | Elite        | Elite        |              | Junioren     | Junioren     |              |              |
| Jaar              | ME              | VE              | MD              | VD              | GD              | JJE             | JME             | JJD             | JMD             | RME             | RVE             | RQE             | RMD             | RVD             | RQD             | IMD             | IMD             | IVD             | IGD             | IME 35+         | KME             | KVE             | KMD             | KVD             | KGD          | KJJE         | KJME         |              |              |              |              |              |              |
| ----------------- | --------------- | --------------- | --------------- | --------------- | --------------- | --------------- | --------------- | --------------- | --------------- | --------------- | --------------- | --------------- | --------------- | --------------- | --------------- | --------------- | --------------- | --------------- | --------------- | --------------- | --------------- | --------------- | --------------- | --------------- | ------------ | ------------ | ------------ | ------------ | ------------ | ------------ | ------------ | ------------ | ------------ |
| 2024              |                 | X               | X               | X               | X               | X               |                 | X               | X               | X               | X               |                 | X               | X               | X               | X               | X               | X               |                 | X               | X               | X               | X               | –               |              | X            | X            | –            | –            | –            |              | X            | X            |
| 2023              | X               | X               | X               | X               | X               | X               | X               | X               | X               | X               | X               | X               | X               | X               | X               | X               | X               | X               | X               | –               | X               | X               | –               | –               | –            | X            | X            |              |              |              |              |              |              |
| 2022              | X               | X               | X               | X               | X               | X               | X               | X               | X               | X               | X               | X               | X               | X               | X               | X               | X               | X               | X               | –               | X               | X               | –               | –               | –            | X            | X            |              |              |              |              |              |              |
| Jaar              | ME              | VE              | MD              | VD              | GD              | JJE             | JME             | JJD             | JMD             | RME             | RVE             | RQE             | RMD             | RVD             | RQD             | IMD             | IMD Se.         | IVD             | IGD             | IME 35+         |                 | KME             | KVE             | KMD             | KVD          | KGD          | KJJE         | KJME         |              |              |              |              |              |
| 2021              | X               | X               | X               | X               | X               | X               | X               | X               | X               | X               | X               | X               | X               | X               | X               | Af.             | Af.             | Af.             | –               | –               |                 | X               | X               | –               | –            | –            | X            | X            |              |              |              |              |              |
| 2020              | Af.             | Af.             | Af.             | Af.             | Af.             | Af.             | Af.             | Af.             | Af.             | Af.             | Af.             | Af.             | Af.             | Af.             | Af.             | Af.             | Af.             | Af.             | –               | –               | Af.             | Af.             | –               | –               | –            | Af.          | Af.          |              |              |              |              |              |              |
| 2019              | X               | X               | X               | X               | X               | X               | X               | X               | X               | X               | X               | X               | X               | X               | X               | X               | X               | X               | –               | –               | X               | X               | –               | –               | –            | X            | X            |              |              |              |              |              |              |
| 2018              | X               | X               | X               | X               | X               | X               | X               | X               | X               | X               | X               | –               | X               | X               | –               | X               | X               | X               | –               | –               | X               | X               | X               | X               | –            | –            | –            |              |              |              |              |              |              |
| 2017              | X               | X               | X               | X               | X               | X               | X               | X               | X               | X               | X               | –               | X               | X               | –               | X               | X               | X               | –               | –               | X               | X               | X               | X               | –            | –            | –            |              |              |              |              |              |              |
| 2016              | X               | X               | X               | X               | X               | X               | X               | X               | X               | X               | X               | –               | X               | X               | –               | X               | X               | X               | –               | –               | X               | X               | X               | X               | –            | –            | –            |              |              |              |              |              |              |
| 2015              | X               | X               | X               | X               | X               | X               | X               | X               | X               | –               | –               | –               | X               | X               | –               | X               | X               | X               | –               | –               | X               | X               | X               | X               | –            | –            | –            |              |              |              |              |              |              |
| 2014              | X               | X               | X               | X               | X               | X               | X               | X               | X               | –               | –               | –               | X               | X               | –               | X               | X               | X               | –               | –               | X               | X               | X               | X               | –            | –            | –            |              |              |              |              |              |              |
| 2013              | X               | X               | X               | X               | X               | X               | X               | X               | X               | –               | –               | –               | X               | X               | –               | X               | X               | X               | –               | –               | X               | X               | X               | X               | –            | –            | –            |              |              |              |              |              |              |
| 2012              | X               | X               | X               | X               | X               | X               | X               | X               | X               | –               | –               | –               | X               | X               | –               | X               | X               | X               | –               | –               | X               | X               | X               | X               | –            | –            | –            |              |              |              |              |              |              |
| 2011              | X               | X               | X               | X               | X               | X               | X               | X               | X               | –               | –               | –               | X               | X               | –               | X               | X               | X               | –               | –               | X               | X               | X               | X               | –            | –            | –            |              |              |              |              |              |              |
| 2010              | X               | X               | X               | X               | X               | X               | X               | X               | X               | –               | –               | –               | X               | X               | –               | X               | X               | X               | –               | –               | X               | X               | X               | X               | –            | –            | –            |              |              |              |              |              |              |
| 2009              | X               | X               | X               | X               | X               | X               | X               | X               | X               | –               | –               | –               | X               | X               | –               | X               | X               | X               | –               | –               | X               | X               | X               | X               | –            | –            | –            |              |              |              |              |              |              |
| 2008              | X               | X               | X               | X               | X               | X               | X               | X               | X               | –               | –               | –               | X               | –               | –               | X               | X               | X               | –               | –               | X               | X               | X               | X               | –            | –            | –            |              |              |              |              |              |              |
| 2007              | X               | X               | X               | X               | X               | X               | X               | X               | X               | –               | –               | –               | X               | –               | –               | X               | X               | X               | –               | –               | X               | X               | X               | X               | –            | –            | –            |              |              |              |              |              |              |
| Jaar              | ME              | VE              | MD              | VD              | GD              | JJE             | JME             | JJD             | JMD             | RME             | RVE             | RQE             | RMD             | RVD             | RQD             | IMD 35+         | IMD 45+         | IVD 35+         | IGD             | IME 35+         | KME             | KVE             | KMD             | KVD             | KGD          | KJJE         | KJME         |              |              |              |              |              |              |
| 2006              | X               | X               | X               | X               | X               | X               | X               | X               | X               | –               | –               | –               | X               | –               | –               | X               | X               | X               | –               | –               | X               | X               | X               | X               | –            | –            | –            |              |              |              |              |              |              |
| 2005              | X               | X               | X               | X               | X               | X               | X               | X               | X               | –               | –               | –               | X               | –               | –               | X               | X               | X               | –               | –               | X               | X               | X               | X               | –            | –            | –            |              |              |              |              |              |              |
| 2004              | X               | X               | X               | X               | X               | X               | X               | X               | X               | –               | –               | –               | –               | –               | –               | X               | X               | X               | –               | –               | X               | X               | X               | X               | –            | –            | –            |              |              |              |              |              |              |
| 2003              | X               | X               | X               | X               | X               | X               | X               | X               | X               | –               | –               | –               | –               | –               | –               | X               | X               | X               | –               | –               | X               | X               | X               | X               | –            | –            | –            |              |              |              |              |              |              |
| 2002              | X               | X               | X               | X               | X               | X               | X               | X               | X               | –               | –               | –               | –               | –               | –               | X               | X               | X               | –               | –               | X               | X               | X               | X               | –            | –            | –            |              |              |              |              |              |              |
| 2001              | X               | X               | X               | X               | X               | X               | X               | X               | X               | –               | –               | –               | –               | –               | –               | X               | X               | X               | –               | –               | X               | X               | X               | X               | –            | –            | –            |              |              |              |              |              |              |
| 2000              | X               | X               | X               | X               | X               | X               | X               | X               | X               | –               | –               | –               | –               | –               | –               | X               | X               | X               | –               | –               | X               | X               | X               | X               | –            | –            | –            |              |              |              |              |              |              |
| 1999              | X               | X               | X               | X               | X               | X               | X               | X               | X               | –               | –               | –               | –               | –               | –               | X               | X               | X               | –               | –               | X               | X               | X               | X               | –            | –            | –            |              |              |              |              |              |              |
| 1998              | X               | X               | X               | X               | X               | X               | X               | X               | X               | –               | –               | –               | –               | –               | –               | X               | X               | X               | –               | –               | X               | X               | X               | X               | –            | –            | –            |              |              |              |              |              |              |
| 1997              | X               | X               | X               | X               | X               | X               | X               | X               | X               | –               | –               | –               | –               | –               | –               | X               | X               | X               | –               | –               | X               | X               | X               | X               | –            | –            | –            |              |              |              |              |              |              |
| 1996              | X               | X               | X               | X               | X               | X               | X               | X               | X               | –               | –               | –               | –               | –               | –               | X               | X               | X               | –               | –               | X               | X               | X               | X               | –            | –            | –            |              |              |              |              |              |              |
| 1995              | X               | X               | X               | X               | X               | X               | X               | X               | X               | –               | –               | –               | –               | –               | –               | X               | X               | X               | –               | –               | X               | X               | X               | X               | –            | –            | –            |              |              |              |              |              |              |
| 1994              | X               | X               | X               | X               | X               | X               | X               | X               | X               | –               | –               | –               | –               | –               | –               | X               | X               | X               | –               | –               | X               | X               | X               | X               | –            | –            | –            |              |              |              |              |              |              |
| 1993              | X               | X               | X               | X               | X               | X               | X               | X               | X               | –               | –               | –               | –               | –               | –               | X               | X               | X               | –               | –               | X               | X               | X               | X               | –            | –            | –            |              |              |              |              |              |              |
| 1992              | X               | X               | X               | X               | X               | X               | X               | X               | X               | –               | –               | –               | –               | –               | –               | X               | X               | X               | –               | –               | X               | X               | X               | X               | –            | –            | –            |              |              |              |              |              |              |
| 1991              | X               | X               | X               | X               | X               | X               | X               | X               | X               | –               | –               | –               | –               | –               | –               | X               | –               | X               | –               | X               | X               | X               | X               | X               | X            | –            | –            |              |              |              |              |              |              |
| 1990              | X               | X               | X               | X               | X               | X               | X               | X               | X               | –               | –               | –               | –               | –               | –               | X               | –               | X               | –               | X               | X               | X               | X               | X               | X            | –            | –            |              |              |              |              |              |              |
| 1989              | X               | X               | X               | X               | X               | X               | X               | X               | X               | –               | –               | –               | –               | –               | –               | X               | –               | –               | –               | X               | X               | X               | X               | X               | –            | –            | –            |              |              |              |              |              |              |
| 1988              | X               | X               | X               | X               | X               | X               | X               | X               | X               | –               | –               | –               | –               | –               | –               | X               | –               | –               | –               | X               | X               | X               | X               | X               | –            | –            | –            |              |              |              |              |              |              |
| 1987              | X               | X               | X               | X               | X               | X               | X               | X               | X               | –               | –               | –               | –               | –               | –               | X               | –               | –               | –               | X               | X               | X               | X               | X               | –            | –            | –            |              |              |              |              |              |              |
| 1986              | X               | X               | X               | X               | X               | X               | X               | X               | X               | –               | –               | –               | –               | –               | –               | X               | –               | –               | –               | X               | X               | X               | –               | –               | –            | –            | –            |              |              |              |              |              |              |
| 1985              | X               | X               | X               | X               | X               | X               | X               | X               | X               | –               | –               | –               | –               | –               | –               | X               | –               | –               | –               | X               | X               | X               | –               | –               | –            | –            | –            |              |              |              |              |              |              |
| 1984              | X               | X               | X               | X               | X               | X               | X               | X               | X               | –               | –               | –               | –               | –               | –               | X               | –               | –               | –               | X               | X               | X               | –               | –               | –            | –            | –            |              |              |              |              |              |              |
| 1983              | X               | X               | X               | X               | X               | X               | X               | X               | X               | –               | –               | –               | –               | –               | –               | X               | –               | –               | –               | X               | X               | X               | –               | –               | –            | –            | –            |              |              |              |              |              |              |
| 1982              | X               | X               | X               | X               | X               | X               | X               | X               | X               | –               | –               | –               | –               | –               | –               | –               | –               | –               | –               | X               | X               | X               | –               | –               | –            | –            | –            |              |              |              |              |              |              |
| 1981              | X               | X               | X               | X               | X               | X               | X               | –               | –               | –               | –               | –               | –               | –               | –               | –               | –               | –               | –               | –               | X               | X               | –               | –               | –            | –            | –            |              |              |              |              |              |              |
| 1980              | X               | X               | X               | X               | X               | X               | X               | –               | –               | –               | –               | –               | –               | –               | –               | –               | –               | –               | –               | –               | X               | X               | –               | –               | –            | –            | –            |              |              |              |              |              |              |
| 1979              | X               | X               | X               | X               | X               | X               | X               | –               | –               | –               | –               | –               | –               | –               | –               | –               | –               | –               | –               | –               | X               | X               | –               | –               | –            | –            | –            |              |              |              |              |              |              |
| 1978              | X               | X               | X               | X               | X               | X               | X               | –               | –               | –               | –               | –               | –               | –               | –               | –               | –               | –               | –               | –               | X               | X               | –               | –               | –            | –            | –            |              |              |              |              |              |              |
| 1977              | X               | X               | X               | X               | X               | X               | X               | –               | –               | –               | –               | –               | –               | –               | –               | –               | –               | –               | –               | –               | X               | X               | –               | –               | –            | –            | –            |              |              |              |              |              |              |
| 1976              | X               | X               | X               | X               | X               | X               | X               | –               | –               | –               | –               | –               | –               | –               | –               | –               | –               | –               | –               | –               | X               | X               | –               | –               | –            | –            | –            |              |              |              |              |              |              |
| 1975              | X               | X               | X               | X               | X               | X               | X               | –               | –               | –               | –               | –               | –               | –               | –               | –               | –               | –               | –               | –               | X               | X               | –               | –               | –            | –            | –            |              |              |              |              |              |              |
| 1974              | X               | X               | X               | X               | X               | X               | X               | –               | –               | –               | –               | –               | –               | –               | –               | –               | –               | –               | –               | –               | X               | X               | –               | –               | –            | –            | –            |              |              |              |              |              |              |
| 1973              | X               | X               | X               | X               | X               | X               | X               | –               | –               | –               | –               | –               | –               | –               | –               | –               | –               | –               | –               | –               | X               | X               | –               | –               | –            | –            | –            |              |              |              |              |              |              |
| 1972              | X               | X               | X               | X               | X               | X               | X               | –               | –               | –               | –               | –               | –               | –               | –               | –               | –               | –               | –               | –               | X               | X               | –               | –               | –            | –            | –            |              |              |              |              |              |              |
| 1971              | X               | X               | X               | X               | X               | X               | X               | –               | –               | –               | –               | –               | –               | –               | –               | –               | –               | –               | –               | –               | X               | X               | –               | –               | –            | –            | –            |              |              |              |              |              |              |
| 1970              | X               | X               | X               | X               | X               | X               | X               | –               | –               | –               | –               | –               | –               | –               | –               | –               | –               | –               | –               | –               | X               | X               | –               | –               | –            | –            | –            |              |              |              |              |              |              |
| 1969              | X               | X               | X               | X               | X               | X               | X               | –               | –               | –               | –               | –               | –               | –               | –               | –               | –               | –               | –               | –               | X               | X               | –               | –               | –            | –            | –            |              |              |              |              |              |              |
| 1968              | X               | X               | X               | X               | X               | X               | X               | –               | –               | –               | –               | –               | –               | –               | –               | –               | –               | –               | –               | –               | X               | X               | –               | –               | –            | –            | –            |              |              |              |              |              |              |
| ↑ open tijdperk ↑ |                 |                 |                 |                 |                 |                 |                 |                 |                 |                 |                 |                 |                 |                 |                 |                 |                 |                 |                 |                 |                 |                 |                 |                 |              |              |              |              |              |              |              |              |              |
| 1967              |                 | X               | X               | X               | X               | X               |                 | X               | X               | –               | –               |                 | –               | –               | –               | –               | –               | –               |                 | –               | –               | –               | –               | –               |              | –            | –            | –            | –            | –            |              | –            | –            |
| 1966              | X               | X               | X               | X               | X               | X               | X               | –               | –               | –               | –               | –               | –               | –               | –               | –               | –               | –               | –               | –               | –               | –               | –               | –               | –            | –            | –            |              |              |              |              |              |              |
| 1965              | X               | X               | X               | X               | X               | X               | X               | –               | –               | –               | –               | –               | –               | –               | –               | –               | –               | –               | –               | –               | –               | –               | –               | –               | –            | –            | –            |              |              |              |              |              |              |
| 1964              | X               | X               | X               | X               | X               | X               | X               | –               | –               | –               | –               | –               | –               | –               | –               | –               | –               | –               | –               | –               | –               | –               | –               | –               | –            | –            | –            |              |              |              |              |              |              |
| 1963              | X               | X               | X               | X               | X               | X               | X               | –               | –               | –               | –               | –               | –               | –               | –               | –               | –               | –               | –               | –               | –               | –               | –               | –               | –            | –            | –            |              |              |              |              |              |              |
| 1962              | X               | X               | X               | X               | X               | X               | X               | –               | –               | –               | –               | –               | –               | –               | –               | –               | –               | –               | –               | –               | –               | –               | –               | –               | –            | –            | –            |              |              |              |              |              |              |
| 1961              | X               | X               | X               | X               | X               | X               | X               | –               | –               | –               | –               | –               | –               | –               | –               | –               | –               | –               | –               | –               | –               | –               | –               | –               | –            | –            | –            |              |              |              |              |              |              |
| 1960              | X               | X               | X               | X               | X               | X               | X               | –               | –               | –               | –               | –               | –               | –               | –               | –               | –               | –               | –               | –               | –               | –               | –               | –               | –            | –            | –            |              |              |              |              |              |              |
| 1959              | X               | X               | X               | X               | X               | X               | X               | –               | –               | –               | –               | –               | –               | –               | –               | –               | –               | –               | –               | –               | –               | –               | –               | –               | –            | –            | –            |              |              |              |              |              |              |
| 1958              | X               | X               | X               | X               | X               | X               | X               | –               | –               | –               | –               | –               | –               | –               | –               | –               | –               | –               | –               | –               | –               | –               | –               | –               | –            | –            | –            |              |              |              |              |              |              |
| 1957              | X               | X               | X               | X               | X               | X               | X               | –               | –               | –               | –               | –               | –               | –               | –               | –               | –               | –               | –               | –               | –               | –               | –               | –               | –            | –            | –            |              |              |              |              |              |              |
| 1956              | X               | X               | X               | X               | X               | X               | X               | –               | –               | –               | –               | –               | –               | –               | –               | –               | –               | –               | –               | –               | –               | –               | –               | –               | –            | –            | –            |              |              |              |              |              |              |
| 1955              | X               | X               | X               | X               | X               | X               | X               | –               | –               | –               | –               | –               | –               | –               | –               | –               | –               | –               | –               | –               | –               | –               | –               | –               | –            | –            | –            |              |              |              |              |              |              |
| 1954              | X               | X               | X               | X               | X               | X               | X               | –               | –               | –               | –               | –               | –               | –               | –               | –               | –               | –               | –               | –               | –               | –               | –               | –               | –            | –            | –            |              |              |              |              |              |              |
| 1953              | X               | X               | X               | X               | X               | X               | X               | –               | –               | –               | –               | –               | –               | –               | –               | –               | –               | –               | –               | –               | –               | –               | –               | –               | –            | –            | –            |              |              |              |              |              |              |
| 1952              | X               | X               | X               | X               | X               | X               | X               | –               | –               | –               | –               | –               | –               | –               | –               | –               | –               | –               | –               | –               | –               | –               | –               | –               | –            | –            | –            |              |              |              |              |              |              |
| 1951              | X               | X               | X               | X               | X               | X               | X               | –               | –               | –               | –               | –               | –               | –               | –               | –               | –               | –               | –               | –               | –               | –               | –               | –               | –            | –            | –            |              |              |              |              |              |              |
| 1950              | X               | X               | X               | X               | X               | X               | X               | –               | –               | –               | –               | –               | –               | –               | –               | –               | –               | –               | –               | –               | –               | –               | –               | –               | –            | –            | –            |              |              |              |              |              |              |
| 1949              | X               | X               | X               | X               | X               | X               | X               | –               | –               | –               | –               | –               | –               | –               | –               | –               | –               | –               | –               | –               | –               | –               | –               | –               | –            | –            | –            |              |              |              |              |              |              |
| 1948              | X               | X               | X               | X               | X               | X               | X               | –               | –               | –               | –               | –               | –               | –               | –               | –               | –               | –               | –               | –               | –               | –               | –               | –               | –            | –            | –            |              |              |              |              |              |              |
| 1947              | X               | X               | X               | X               | X               | X               | X               | –               | –               | –               | –               | –               | –               | –               | –               | –               | –               | –               | –               | –               | –               | –               | –               | –               | –            | –            | –            |              |              |              |              |              |              |
| 1946              | X               | X               | X               | X               | X               | –               | –               | –               | –               | –               | –               | –               | –               | –               | –               | –               | –               | –               | –               | –               | –               | –               | –               | –               | –            | –            | –            |              |              |              |              |              |              |
| 1945              | Af.             | Af.             | Af.             | Af.             | Af.             | –               | –               | –               | –               | –               | –               | –               | –               | –               | –               | –               | –               | –               | –               | –               | –               | –               | –               | –               | –            | –            | –            |              |              |              |              |              |              |
| 1944              | Af.             | Af.             | Af.             | Af.             | Af.             | –               | –               | –               | –               | –               | –               | –               | –               | –               | –               | –               | –               | –               | –               | –               | –               | –               | –               | –               | –            | –            | –            |              |              |              |              |              |              |
| 1943              | Af.             | Af.             | Af.             | Af.             | Af.             | –               | –               | –               | –               | –               | –               | –               | –               | –               | –               | –               | –               | –               | –               | –               | –               | –               | –               | –               | –            | –            | –            |              |              |              |              |              |              |
| 1942              | Af.             | Af.             | Af.             | Af.             | Af.             | –               | –               | –               | –               | –               | –               | –               | –               | –               | –               | –               | –               | –               | –               | –               | –               | –               | –               | –               | –            | –            | –            |              |              |              |              |              |              |
| 1941              | Af.             | Af.             | Af.             | Af.             | Af.             | –               | –               | –               | –               | –               | –               | –               | –               | –               | –               | –               | –               | –               | –               | –               | –               | –               | –               | –               | –            | –            | –            |              |              |              |              |              |              |
| 1940              | Af.             | Af.             | Af.             | Af.             | Af.             | –               | –               | –               | –               | –               | –               | –               | –               | –               | –               | –               | –               | –               | –               | –               | –               | –               | –               | –               | –            | –            | –            |              |              |              |              |              |              |
| 1939              | X               | X               | X               | X               | X               | –               | –               | –               | –               | –               | –               | –               | –               | –               | –               | –               | –               | –               | –               | –               | –               | –               | –               | –               | –            | –            | –            |              |              |              |              |              |              |
| 1938              | X               | X               | X               | X               | X               | –               | –               | –               | –               | –               | –               | –               | –               | –               | –               | –               | –               | –               | –               | –               | –               | –               | –               | –               | –            | –            | –            |              |              |              |              |              |              |
| 1937              | X               | X               | X               | X               | X               | –               | –               | –               | –               | –               | –               | –               | –               | –               | –               | –               | –               | –               | –               | –               | –               | –               | –               | –               | –            | –            | –            |              |              |              |              |              |              |
| 1936              | X               | X               | X               | X               | X               | –               | –               | –               | –               | –               | –               | –               | –               | –               | –               | –               | –               | –               | –               | –               | –               | –               | –               | –               | –            | –            | –            |              |              |              |              |              |              |
| 1935              | X               | X               | X               | X               | X               | –               | –               | –               | –               | –               | –               | –               | –               | –               | –               | –               | –               | –               | –               | –               | –               | –               | –               | –               | –            | –            | –            |              |              |              |              |              |              |
| 1934              | X               | X               | X               | X               | X               | –               | –               | –               | –               | –               | –               | –               | –               | –               | –               | –               | –               | –               | –               | –               | –               | –               | –               | –               | –            | –            | –            |              |              |              |              |              |              |
| 1933              | X               | X               | X               | X               | X               | –               | –               | –               | –               | –               | –               | –               | –               | –               | –               | –               | –               | –               | –               | –               | –               | –               | –               | –               | –            | –            | –            |              |              |              |              |              |              |
| 1932              | X               | X               | X               | X               | X               | –               | –               | –               | –               | –               | –               | –               | –               | –               | –               | –               | –               | –               | –               | –               | –               | –               | –               | –               | –            | –            | –            |              |              |              |              |              |              |
| 1931              | X               | X               | X               | X               | X               | –               | –               | –               | –               | –               | –               | –               | –               | –               | –               | –               | –               | –               | –               | –               | –               | –               | –               | –               | –            | –            | –            |              |              |              |              |              |              |
| 1930              | X               | X               | X               | X               | X               | –               | –               | –               | –               | –               | –               | –               | –               | –               | –               | –               | –               | –               | –               | –               | –               | –               | –               | –               | –            | –            | –            |              |              |              |              |              |              |
| 1929              | X               | X               | X               | X               | X               | –               | –               | –               | –               | –               | –               | –               | –               | –               | –               | –               | –               | –               | –               | –               | –               | –               | –               | –               | –            | –            | –            |              |              |              |              |              |              |
| 1928              | X               | X               | X               | X               | X               | –               | –               | –               | –               | –               | –               | –               | –               | –               | –               | –               | –               | –               | –               | –               | –               | –               | –               | –               | –            | –            | –            |              |              |              |              |              |              |
| 1927              | X               | X               | X               | X               | X               | –               | –               | –               | –               | –               | –               | –               | –               | –               | –               | –               | –               | –               | –               | –               | –               | –               | –               | –               | –            | –            | –            |              |              |              |              |              |              |
| 1926              | X               | X               | X               | X               | X               | –               | –               | –               | –               | –               | –               | –               | –               | –               | –               | –               | –               | –               | –               | –               | –               | –               | –               | –               | –            | –            | –            |              |              |              |              |              |              |
| 1925              | X               | X               | X               | X               | X               | –               | –               | –               | –               | –               | –               | –               | –               | –               | –               | –               | –               | –               | –               | –               | –               | –               | –               | –               | –            | –            | –            |              |              |              |              |              |              |
| 1924              | X               | X               | X               | X               | X               | –               | –               | –               | –               | –               | –               | –               | –               | –               | –               | –               | –               | –               | –               | –               | –               | –               | –               | –               | –            | –            | –            |              |              |              |              |              |              |
| 1923              | X               | X               | X               | X               | X               | –               | –               | –               | –               | –               | –               | –               | –               | –               | –               | –               | –               | –               | –               | –               | –               | –               | –               | –               | –            | –            | –            |              |              |              |              |              |              |
| 1922              | X               | X               | X               | X               | X               | –               | –               | –               | –               | –               | –               | –               | –               | –               | –               | –               | –               | –               | –               | –               | –               | –               | –               | –               | –            | –            | –            |              |              |              |              |              |              |
| 1921              | X               | X               | X               | X               | X               | –               | –               | –               | –               | –               | –               | –               | –               | –               | –               | –               | –               | –               | –               | –               | –               | –               | –               | –               | –            | –            | –            |              |              |              |              |              |              |
| 1920              | X               | X               | X               | X               | X               | –               | –               | –               | –               | –               | –               | –               | –               | –               | –               | –               | –               | –               | –               | –               | –               | –               | –               | –               | –            | –            | –            |              |              |              |              |              |              |
| 1919              | X               | X               | X               | X               | X               | –               | –               | –               | –               | –               | –               | –               | –               | –               | –               | –               | –               | –               | –               | –               | –               | –               | –               | –               | –            | –            | –            |              |              |              |              |              |              |
| 1918              | Af.             | Af.             | Af.             | Af.             | Af.             | –               | –               | –               | –               | –               | –               | –               | –               | –               | –               | –               | –               | –               | –               | –               | –               | –               | –               | –               | –            | –            | –            |              |              |              |              |              |              |
| 1917              | Af.             | Af.             | Af.             | Af.             | Af.             | –               | –               | –               | –               | –               | –               | –               | –               | –               | –               | –               | –               | –               | –               | –               | –               | –               | –               | –               | –            | –            | –            |              |              |              |              |              |              |
| 1916              | Af.             | Af.             | Af.             | Af.             | Af.             | –               | –               | –               | –               | –               | –               | –               | –               | –               | –               | –               | –               | –               | –               | –               | –               | –               | –               | –               | –            | –            | –            |              |              |              |              |              |              |
| 1915              | Af.             | Af.             | Af.             | Af.             | Af.             | –               | –               | –               | –               | –               | –               | –               | –               | –               | –               | –               | –               | –               | –               | –               | –               | –               | –               | –               | –            | –            | –            |              |              |              |              |              |              |
| 1914              | X               | X               | X               | X               | X               | –               | –               | –               | –               | –               | –               | –               | –               | –               | –               | –               | –               | –               | –               | –               | –               | –               | –               | –               | –            | –            | –            |              |              |              |              |              |              |
| 1913              | X               | X               | X               | X               | X               | –               | –               | –               | –               | –               | –               | –               | –               | –               | –               | –               | –               | –               | –               | –               | –               | –               | –               | –               | –            | –            | –            |              |              |              |              |              |              |
| 1912              | X               | X               | X               | –               | –               | –               | –               | –               | –               | –               | –               | –               | –               | –               | –               | –               | –               | –               | –               | –               | –               | –               | –               | –               | –            | –            | –            |              |              |              |              |              |              |
| 1911              | X               | X               | X               | –               | –               | –               | –               | –               | –               | –               | –               | –               | –               | –               | –               | –               | –               | –               | –               | –               | –               | –               | –               | –               | –            | –            | –            |              |              |              |              |              |              |
| 1910              | X               | X               | X               | –               | –               | –               | –               | –               | –               | –               | –               | –               | –               | –               | –               | –               | –               | –               | –               | –               | –               | –               | –               | –               | –            | –            | –            |              |              |              |              |              |              |
| 1909              | X               | X               | X               | –               | –               | –               | –               | –               | –               | –               | –               | –               | –               | –               | –               | –               | –               | –               | –               | –               | –               | –               | –               | –               | –            | –            | –            |              |              |              |              |              |              |
| 1908              | X               | X               | X               | –               | –               | –               | –               | –               | –               | –               | –               | –               | –               | –               | –               | –               | –               | –               | –               | –               | –               | –               | –               | –               | –            | –            | –            |              |              |              |              |              |              |
| 1907              | X               | X               | X               | –               | –               | –               | –               | –               | –               | –               | –               | –               | –               | –               | –               | –               | –               | –               | –               | –               | –               | –               | –               | –               | –            | –            | –            |              |              |              |              |              |              |
| 1906              | X               | X               | X               | –               | –               | –               | –               | –               | –               | –               | –               | –               | –               | –               | –               | –               | –               | –               | –               | –               | –               | –               | –               | –               | –            | –            | –            |              |              |              |              |              |              |
| 1905              | X               | X               | X               | –               | –               | –               | –               | –               | –               | –               | –               | –               | –               | –               | –               | –               | –               | –               | –               | –               | –               | –               | –               | –               | –            | –            | –            |              |              |              |              |              |              |
| 1904              | X               | X               | X               | –               | –               | –               | –               | –               | –               | –               | –               | –               | –               | –               | –               | –               | –               | –               | –               | –               | –               | –               | –               | –               | –            | –            | –            |              |              |              |              |              |              |
| 1903              | X               | X               | X               | –               | –               | –               | –               | –               | –               | –               | –               | –               | –               | –               | –               | –               | –               | –               | –               | –               | –               | –               | –               | –               | –            | –            | –            |              |              |              |              |              |              |
| 1902              | X               | X               | X               | –               | –               | –               | –               | –               | –               | –               | –               | –               | –               | –               | –               | –               | –               | –               | –               | –               | –               | –               | –               | –               | –            | –            | –            |              |              |              |              |              |              |
| 1901              | X               | X               | X               | –               | –               | –               | –               | –               | –               | –               | –               | –               | –               | –               | –               | –               | –               | –               | –               | –               | –               | –               | –               | –               | –            | –            | –            |              |              |              |              |              |              |
| 1900              | X               | X               | X               | –               | –               | –               | –               | –               | –               | –               | –               | –               | –               | –               | –               | –               | –               | –               | –               | –               | –               | –               | –               | –               | –            | –            | –            |              |              |              |              |              |              |
| 1899              | X               | X               | X               | –               | –               | –               | –               | –               | –               | –               | –               | –               | –               | –               | –               | –               | –               | –               | –               | –               | –               | –               | –               | –               | –            | –            | –            |              |              |              |              |              |              |
| 1898              | X               | X               | X               | –               | –               | –               | –               | –               | –               | –               | –               | –               | –               | –               | –               | –               | –               | –               | –               | –               | –               | –               | –               | –               | –            | –            | –            |              |              |              |              |              |              |
| 1897              | X               | X               | X               | –               | –               | –               | –               | –               | –               | –               | –               | –               | –               | –               | –               | –               | –               | –               | –               | –               | –               | –               | –               | –               | –            | –            | –            |              |              |              |              |              |              |
| 1896              | X               | X               | X               | –               | –               | –               | –               | –               | –               | –               | –               | –               | –               | –               | –               | –               | –               | –               | –               | –               | –               | –               | –               | –               | –            | –            | –            |              |              |              |              |              |              |
| 1895              | X               | X               | X               | –               | –               | –               | –               | –               | –               | –               | –               | –               | –               | –               | –               | –               | –               | –               | –               | –               | –               | –               | –               | –               | –            | –            | –            |              |              |              |              |              |              |
| 1894              | X               | X               | X               | –               | –               | –               | –               | –               | –               | –               | –               | –               | –               | –               | –               | –               | –               | –               | –               | –               | –               | –               | –               | –               | –            | –            | –            |              |              |              |              |              |              |
| 1893              | X               | X               | X               | –               | –               | –               | –               | –               | –               | –               | –               | –               | –               | –               | –               | –               | –               | –               | –               | –               | –               | –               | –               | –               | –            | –            | –            |              |              |              |              |              |              |
| 1892              | X               | X               | X               | –               | –               | –               | –               | –               | –               | –               | –               | –               | –               | –               | –               | –               | –               | –               | –               | –               | –               | –               | –               | –               | –            | –            | –            |              |              |              |              |              |              |
| 1891              | X               | X               | X               | –               | –               | –               | –               | –               | –               | –               | –               | –               | –               | –               | –               | –               | –               | –               | –               | –               | –               | –               | –               | –               | –            | –            | –            |              |              |              |              |              |              |
| 1890              | X               | X               | X               | –               | –               | –               | –               | –               | –               | –               | –               | –               | –               | –               | –               | –               | –               | –               | –               | –               | –               | –               | –               | –               | –            | –            | –            |              |              |              |              |              |              |
| 1889              | X               | X               | X               | –               | –               | –               | –               | –               | –               | –               | –               | –               | –               | –               | –               | –               | –               | –               | –               | –               | –               | –               | –               | –               | –            | –            | –            |              |              |              |              |              |              |
| 1888              | X               | X               | X               | –               | –               | –               | –               | –               | –               | –               | –               | –               | –               | –               | –               | –               | –               | –               | –               | –               | –               | –               | –               | –               | –            | –            | –            |              |              |              |              |              |              |
| 1887              | X               | X               | X               | –               | –               | –               | –               | –               | –               | –               | –               | –               | –               | –               | –               | –               | –               | –               | –               | –               | –               | –               | –               | –               | –            | –            | –            |              |              |              |              |              |              |
| 1886              | X               | X               | X               | –               | –               | –               | –               | –               | –               | –               | –               | –               | –               | –               | –               | –               | –               | –               | –               | –               | –               | –               | –               | –               | –            | –            | –            |              |              |              |              |              |              |
| 1885              | X               | X               | X               | –               | –               | –               | –               | –               | –               | –               | –               | –               | –               | –               | –               | –               | –               | –               | –               | –               | –               | –               | –               | –               | –            | –            | –            |              |              |              |              |              |              |
| 1884              | X               | X               | X               | –               | –               | –               | –               | –               | –               | –               | –               | –               | –               | –               | –               | –               | –               | –               | –               | –               | –               | –               | –               | –               | –            | –            | –            |              |              |              |              |              |              |
| 1883              | X               | –               | –               | –               | –               | –               | –               | –               | –               | –               | –               | –               | –               | –               | –               | –               | –               | –               | –               | –               | –               | –               | –               | –               | –            | –            | –            |              |              |              |              |              |              |
| 1882              | X               | –               | –               | –               | –               | –               | –               | –               | –               | –               | –               | –               | –               | –               | –               | –               | –               | –               | –               | –               | –               | –               | –               | –               | –            | –            | –            |              |              |              |              |              |              |
| 1881              | X               | –               | –               | –               | –               | –               | –               | –               | –               | –               | –               | –               | –               | –               | –               | –               | –               | –               | –               | –               | –               | –               | –               | –               | –            | –            | –            |              |              |              |              |              |              |
| 1880              | X               | –               | –               | –               | –               | –               | –               | –               | –               | –               | –               | –               | –               | –               | –               | –               | –               | –               | –               | –               | –               | –               | –               | –               | –            | –            | –            |              |              |              |              |              |              |
| 1879              | X               | –               | –               | –               | –               | –               | –               | –               | –               | –               | –               | –               | –               | –               | –               | –               | –               | –               | –               | –               | –               | –               | –               | –               | –            | –            | –            |              |              |              |              |              |              |
| 1878              | X               | –               | –               | –               | –               | –               | –               | –               | –               | –               | –               | –               | –               | –               | –               | –               | –               | –               | –               | –               | –               | –               | –               | –               | –            | –            | –            |              |              |              |              |              |              |
| 1877              | X               | –               | –               | –               | –               | –               | –               | –               | –               | –               | –               | –               | –               | –               | –               | –               | –               | –               | –               | –               | –               | –               | –               | –               | –            | –            | –            |              |              |              |              |              |              |
| Jaar              |                 | ME              | VE              | MD              | VD              | GD              |                 | JJE             | JME             | JJD             | JMD             |                 | RME             | RVE             | RQE             | RMD             | RVD             | RQD             |                 | IMD 35+         | IMD 45+         | IVD 35+         | IGD             | IME 35+         |              | KME          | KVE          | KMD          | KVD          | KGD          |              | KJJE         | KJME         |
| Jaar              | Elite           | Elite           | Elite           | Elite           | Elite           | Junioren        | Junioren        | Junioren        | Junioren        | Rolstoel        | Rolstoel        | Rolstoel        | Rolstoel        | Rolstoel        | Rolstoel        | Invitatie       | Invitatie       | Invitatie       | Invitatie       | Invitatie       | Elite           | Elite           | Elite           | Elite           | Elite        | Junioren     | Junioren     |              |              |              |              |              |              |
| Jaar              | Hoofdtoernooien | Hoofdtoernooien | Hoofdtoernooien | Hoofdtoernooien | Hoofdtoernooien | Hoofdtoernooien | Hoofdtoernooien | Hoofdtoernooien | Hoofdtoernooien | Hoofdtoernooien | Hoofdtoernooien | Hoofdtoernooien | Hoofdtoernooien | Hoofdtoernooien | Hoofdtoernooien | Hoofdtoernooien | Hoofdtoernooien | Hoofdtoernooien | Hoofdtoernooien | Hoofdtoernooien | Hoofdtoernooien | Hoofdtoernooien | Hoofdtoernooien | Kwalificatie    | Kwalificatie | Kwalificatie | Kwalificatie | Kwalificatie | Kwalificatie | Kwalificatie | Kwalificatie |              |              |

1877 · 1878 · 1879 · 1880 · 1881 · 1882 · 1883 · 1884 · 1885 · 1886 · 1887 · 1888 · 1889 · 1890 · 1891 · 1892 · 1893 · 1894 · 1895 · 1896 · 1897 · 1898 · 1899 · 1900 · 1901 · 1902 · 1903 · 1904 · 1905 · 1906 · 1907 · 1908 · 1909 · 1910 · 1911 · 1912 · 1913 · 1914 · 1915–1918 · 1919 · 1920 · 1921 · 1922 · 1923 · 1924 · 1925 · 1926 · 1927 · 1928 · 1929 · 1930 · 1931 · 1932 · 1933 · 1934 · 1935 · 1936 · 1937 · 1938 · 1939 · 1940–1945 · 1946 · 1947 · 1948 · 1949 · 1950 · 1951 · 1952 · 1953 · 1954 · 1955 · 1956 · 1957 · 1958 · 1959 · 1960 · 1961 · 1962 · 1963 · 1964 · 1965 · 1966 · 1967
↓ open tijdperk ↓
1968 (m-v-md-vd-gd) · 1969 (m-v-md-vd-gd) · 1970 (m-v-md-vd-gd) · 1971 (m-v-md-vd-gd) · 1972 (m-v-md-vd-gd) · 1973 (m-v-md-vd-gd) · 1974 (m-v-md-vd-gd) · 1975 (m-v-md-vd-gd) · 1976 (m-v-md-vd-gd) · 1977 (m-v-md-vd-gd) · 1978 (m-v-md-vd-gd) · 1979 (m-v-md-vd-gd) · 1980 (m-v-md-vd-gd) · 1981 (m-v-md-vd-gd) · 1982 (m-v-md-vd-gd) · 1983 (m-v-md-vd-gd) · 1984 (m-v-md-vd-gd) · 1985 (m-v-md-vd-gd) · 1986 (m-v-md-vd-gd) · 1987 (m-v-md-vd-gd) · 1988 (m-v-md-vd-gd) · 1989 (m-v-md-vd-gd) · 1990 (m-v-md-vd-gd) · 1991 (m-v-md-vd-gd) · 1992 (m-v-md-vd-gd) · 1993 (m-v-md-vd-gd) · 1994 (m-v-md-vd-gd) · 1995 (m-v-md-vd-gd) · 1996 (m-v-md-vd-gd) · 1997 (m-v-md-vd-gd) · 1998 (m-v-md-vd-gd) · 1999 (m-v-md-vd-gd) · 2000 (m-v-md-vd-gd) · 2001 (m-v-md-vd-gd) · 2002 (m-v-md-vd-gd) · 2003 (m-v-md-vd-gd) · 2004 (m-v-md-vd-gd) · 2005 (m-v-md-vd-gd) · 2006 (m-v-md-vd-gd) · 2007 (m-v-md-vd-gd) · 2008 (m-v-md-vd-gd) · 2009 (m-v-md-vd-gd) · 2010 (m-v-md-vd-gd) · 2011 (m-v-md-vd-gd) · 2012 (m-v-md-vd-gd) · 2013 (m-v-md-vd-gd) · 2014 (m-v-md-vd-gd) · 2015 (m-v-md-vd-gd) · 2016 (m-v-md-vd-gd) · 2017 (m-v-md-vd-gd) · 2018 (m-v-md-vd-gd) · 2019 (m-v-md-vd-gd) · 2020 · 2021 (m-v-md-vd-gd) · 2022 (m-v-md-vd-gd) · 2023 (m-v-md-vd-gd) · 2024 (m-v-md-vd-gd)
Lijst van Wimbledonwinnaars · Toernooien per editie